# Harald Brandt
Harald Brandt (* 1958 in Bremen) ist ein deutscher Hörfunkautor und -regisseur.

## Leben
Brandt studierte Philosophie in Hamburg und Schauspiel in Aix-en-Provence und trat mehrere Jahre als Schauspieler und Regisseur mit freien Theatergruppen in Südfrankreich auf. Seit 1986 arbeitet er als Autor und Regisseur für Rundfunkanstalten in Frankreich und Deutschland und verfasste zahlreiche Auslandsreportagen und Features in Afrika, Asien, Europa und Nordamerika. Sein Hörspiel Worte des Meeres in den Wind geschrieben wurde im Juni 1994 Hörspiel des Monats.
Einrichtung eines permanenten Klangraums im NONAM (Nord Amerika Native Museum), Zürich, 2008. Gestaltung der Inuit-Soundscape. 2010 Gestaltung der Navajo/Hopi-Soundscape.
2020 Gründung der Künstlergruppe „Drinking a Tea in Aya Sophie“ und 2021 Veröffentlichung des Bildbands „Smyrna-Berlin-Vancouver“, Co-Autorin Gerhild Krauß. Arbeit an dem Podcastprojekt „CrossRoads“ mit internationalen Medienschaffenden.
(Gefördert im Rahmen des Kulturförderprogramms „Hessen kulturell neu eröffnen“)

## Hörspiele und Features in Deutschland
Quelle, soweit nicht anders angegeben: ARD-Hörspieldatenbank
- 1990: Trockendock Marseille – IX – 99 – 9 – Regie: Patrick Brandt (Hörspiel – SWF)
- 1992: Cafe des Abysses oder Paradiesvögel im Schall-Korridor – Regie: Stefan Dutt (Hörspiel – SR)
- 1994: Worte des Meeres in den Wind geschrieben – Regie: Burkhard Schmid (Original-Hörspiel – HR/Deutschlandradio)
  - Auszeichnung: Hörspiel des Monats Juni 1994
- 1996: Atemweben (Rouah Vayu K'i) – Regie: Stefan Dutt (Originalhörspiel – Deutschlandradio/HR)
- 1999: „Leinpfad der Horizonte. Reise auf den Wegen der Tuareg“ 60‘. In Zusammenarbeit mit dem Schriftsteller Hawad. SWR/WDR/DLF
- 2001: Horizont Samarkand – Regie: Walter Adler (Originalhörspiel – HR)
- 2001: „Vom Ursprung der Vielfalt – Madagaskar“ 60‘. SWR/DLF
- 2002: „Dialog der Kulturen. Porträt des Schriftstellers und Weltbürgers Rodrigo de Zayas“ 45‘. DLF
- 2002: „Der Schwarze Tod in neuen Gewändern. Die post-antibiotische Ära“ 60‘. SWR/DLF 2002.
- 2005: „Unsere wilde Seele. Die Lange Nacht vom Wolf“ 180’. DLF
- 2005: „Azeri Light und das Freitagsgebet. Islam, Erdöl und sowjetisches Erbe am Kaspischen Meer“. 55’. SWR/DLF/SR
- 2005: „Emanzipierte Frauen und alte Geschichten von der Liebe. Die radikale Reform des Familienrechts in Marokko“. 55’. DLF/SR
- 2009: „Fossiles Denken als Gottesbeweis – Die Allianz christlicher und muslimischer Kreationisten“. 54‘. SWR / DLF
- 2009: „Das verstrahlte Herz – Über den Tuaregdichter Hawad“ . 50‘. DLF
- 2010: „Graue Wölfe am Adlernest – Vielvölkerstaat Türkei“. 53’35. SWR
- 2011: „Wir waren zu jung in einer Welt, die zu alt war – Eine Lange Nacht über Flucht und Widerstand in Zeiten des Krieges“. 180‘. DLF
- 2011: „Der Mythos vom verschwundenen Öl – Die Auswirkungen der Ölkatastrophe im Golf von Mexico“. 54‘. SWR/SR
- 2011: „Micmac, Chiac, Good luck oder die Rückkehr ins verlorene Paradies. Die Akadier in Nordamerika“. 54‘. SWR/DLF
- 2012: „Mein Haus auf dem Pulverturm – Der Freistaat Christiania wird legalisiert“. 25‘. SWR
- 2012: „Das Spiel der Frösche mit dem Drachen – Eine Lange Nacht über Erdbeben“.180‘. DLF
- 2012: „Bruchlinien im Marmarameer – Istanbul vor dem großen Erdbeben“. 54‘. SWR
- 2014: Serverfarmen, Clouds und Datenströme. Oder: Die Katze beißt sich in den digitalen Schwanz – Regie: Nikolai von Koslowski (Feature – SWR/NDR/DLF)[2]
- 2015: Das Labyrinth unter den Füßen – Eine Lange Nacht über die Katakomben von Paris (DLF/DLR Kultur)[2]
- 2015: Eisbären, Polarlicht und arktischer Jazz – Eine lange Nacht über Spitzbergen (DLF/DLR Kultur)[2]
- 2015: „Svalbard – Norwegens Joker im Run auf die Arktis“. 55‘. SWR/BR Regie: Nikolai von Koslowski
- 2016: „Cold War. Reloaded“. 55‘. SWR
- 2017: „Wikingersiedlung, Containerhafen und Hightech-Metropole – Eine Lange Nacht über Aarhus, Kultur- hauptstadt 2017“.180‘. DLF
- 2017: „Smoke and Fumes – Die Ölindustrie auf der Anklagebank“. 55‘. SWR/DLF 2017.(Die Sendung

wurde mit Mitteln der Film- und Medienstiftung NRW gefördert.)
- 2018: „Im Auge der Sonne – Eine Lange Nacht über Malta und die Kulturhauptstadt 2018, Valletta“. 180‘. DLF
- 2019: „Juliana versus United States – Junge US-Bürger verklagen ihre Regierung“ 24‘ SWR
- 2020: „Der Walforscher – Dany Zbinden und die bedrohten Giganten“ 24‘ SWR
- 2020: „Die Reise in den Westen – Lange Nacht über die Neuen Seidenstraßen“ 180‘. DLF
- 2022: „Viren und Welthandel – Die Neue Seidenstraße im Zeitalter der Pandemie“. 50‘. SWR/DLF
- 2022: „Die wasserlose Sinflut – Eine Lange Nacht über die kanadische Autorin Margaret Atwood“. 180‘. Deutschlandfunk

Sonstiges:
- 1997: Jean-Claude Izzo: Total Khéops (2 Teile) (Übersetzung aus dem Französischen/Bearbeitung (Wort)) – Regie: Ulrich Gerhardt (Hörspielbearbeitung, Kriminalhörspiel – Deutschlandradio)